# St. Ignatius (München)

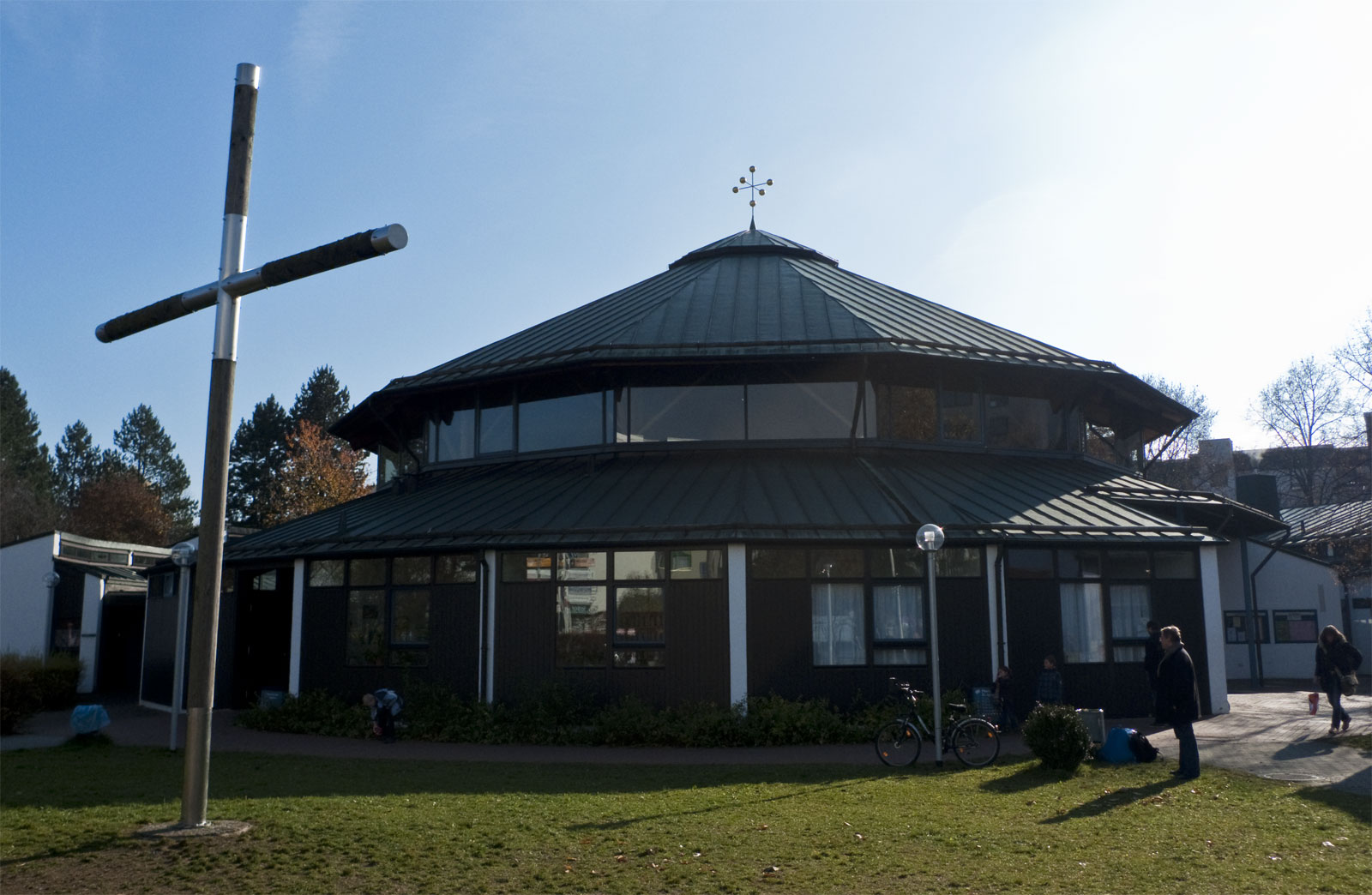
St. Ignatius

St. Ignatius ist eine katholische Pfarrkirche im Münchener Stadtteil Hadern. Sie befindet sich an der Guardinistraße 83. Patron der Kirche ist der heilige Ignatius von Loyola.

## Geschichte

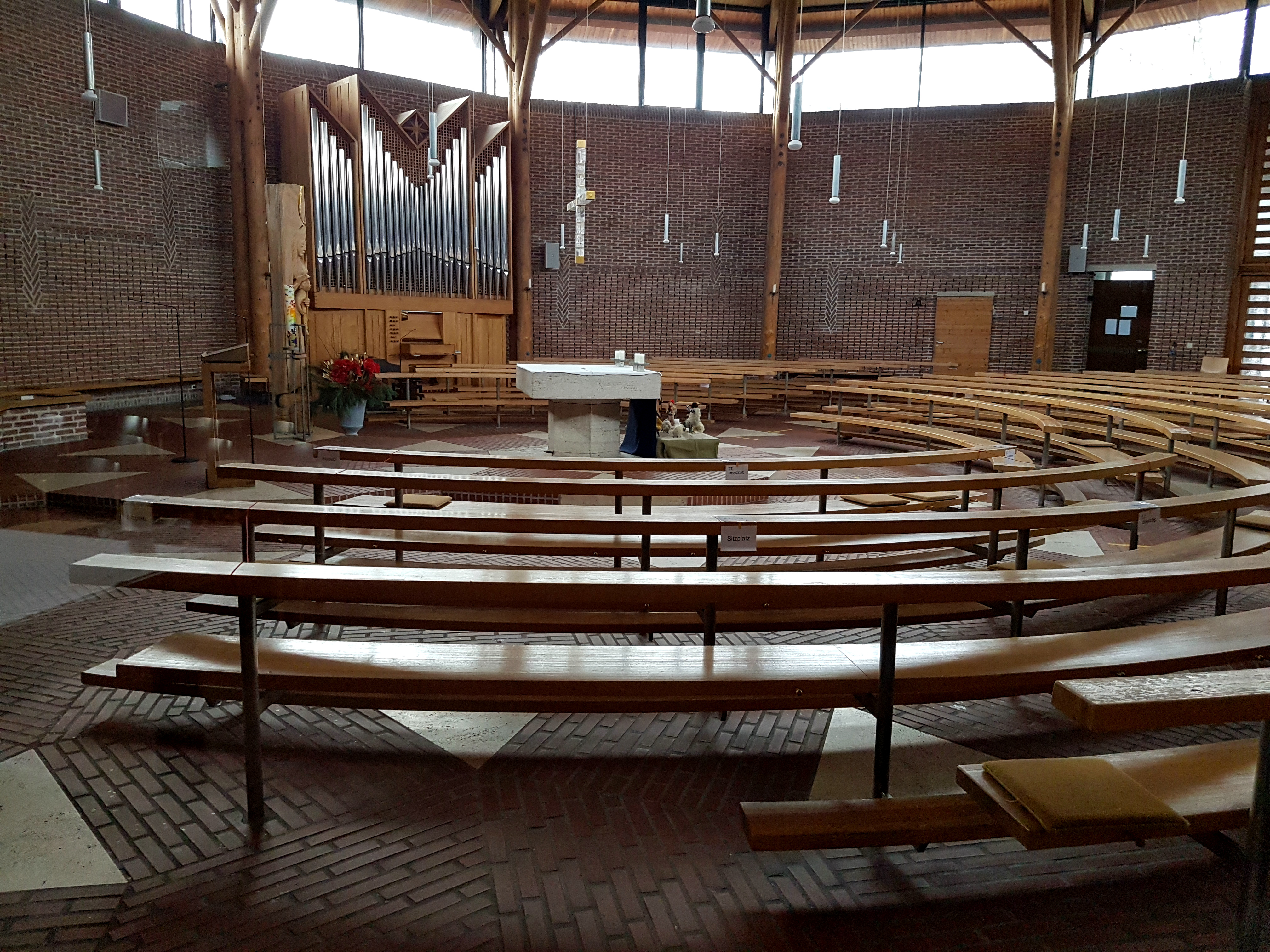
Innenansicht

Das starke Bevölkerungswachstum nach 1972 durch den Neubau von Wohnungen am Stiftsbogen bzw. an der Guardinistraße ("Haderner Stern") machte die Errichtung einer neuen Kirche notwendig. 1973 wurde als Provisorium eine Holzkirche gebaut. Die Pläne für ein neues Gemeindezentrum schuf Josef Wiedemann. Am 28. Januar 1979 wurden die Kirche und das Pfarrzentrum St. Ignatius eingeweiht. Seit November 2012 ist das Gemeindezentrum Teil des Pfarrverbandes Hadern mit der Nachbarpfarrei St. Canisius.

## Gebäude
Das gesamte Gebäude ist als ein runder Zentralbau mit integriertem Pfarramt und Kindergarten gestaltet. Westlich schließt sich ein weiterer Trakt mit Gemeindesaal und Pfarrbibliothek an. Der Gottesdienst der Gemeinde steht im Zentrum. Die Sitzplätze für die Gemeinde sind im Halbkreis um den Altar angeordnet. Das sichtbare unverputzte Mauerwerk ist mit Backsteinziegeln ausgeführt. Das Dach erinnert an ein Zelt und symbolisiert so das wandelnde „Volk Gottes“.

## Orgel

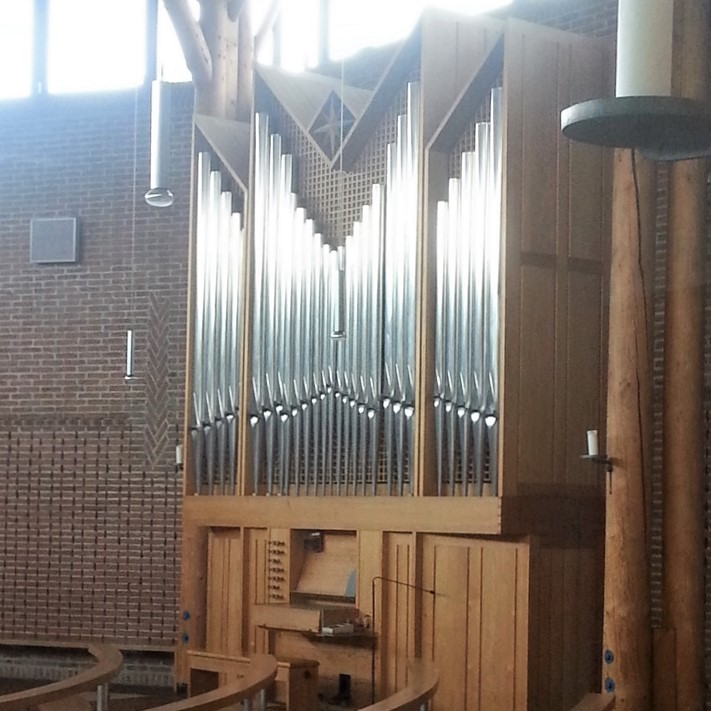
Orgel

Die Orgel wurde 1983 von der Firma WRK erbaut. Das rein mechanische Schleifladeninstrument verfügt über 18 Register, auf zwei Manualen und Pedal. Die Disposition lautet wie folgt:
| I Hauptwerk C–g3 |           |       |
| 1.               | Prinzipal | 8′    |
| 2.               | Rohrflöte | 8′    |
| 3.               | Octav     | 4′    |
| 4.               | Nasat     | 2 ⁄3′ |
| 5.               | Octav     | 2′    |
| 6.               | Mixtur IV | 1 ⁄3′ |
| 7.               | Trompete  | 8′    |

| II Oberwerk C–g3 |                |    |
| 8.               | Gedackt        | 8′ |
| 9.               | Salicional     | 8′ |
| 10.              | Flöte          | 4′ |
| 11.              | Doublette      | 2′ |
| 12.              | Sesquialter II |    |
| 13.              | Scharf II      | 1′ |
| 14.              | Hautbois       | 8′ |
|                  | Tremulant      |    |

| Pedal C–f1 |           |     |
| 15.        | Subbaß    | 16′ |
| 16.        | Octavbaß  | 8′  |
| 17.        | Choralbaß | 4′  |
| 18.        | Fagottbaß | 16′ |

- Koppeln: II/I, I/P, II/P